# Niu

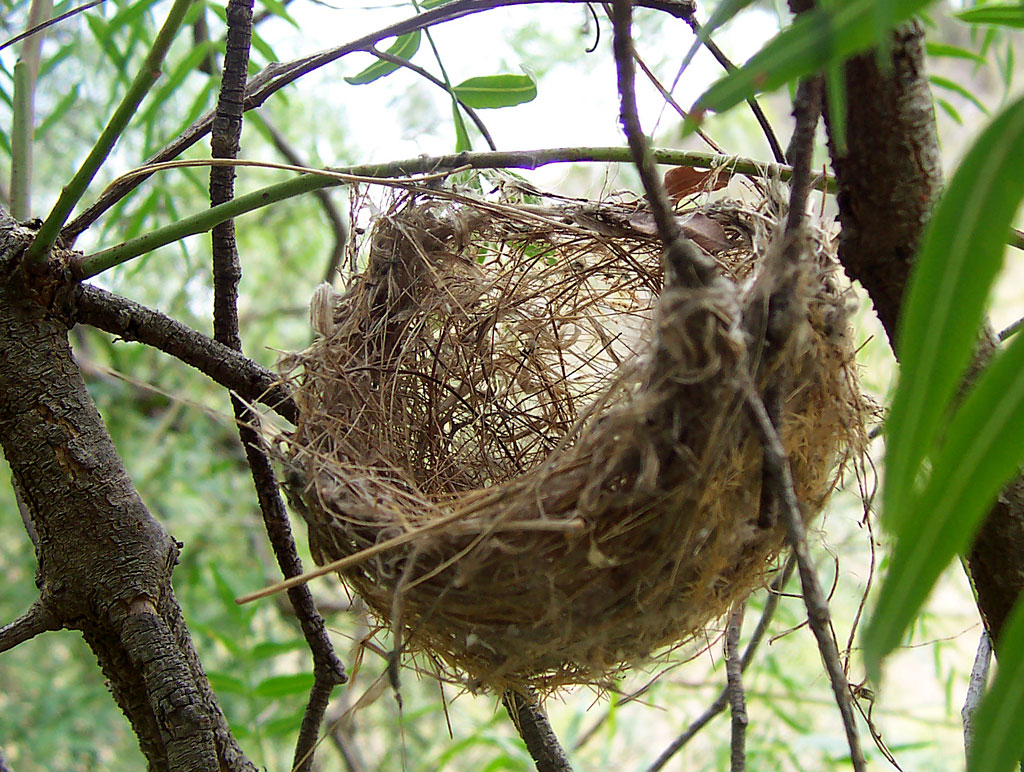
Niu amb forma de cistella

Un niu (del llatí nidus) és un lloc de refugi utilitzat pels animals per procrear i criar els seus descendents.
Solen ser generalment de material orgànic, branques, herba i/o fulles, i poden estar localitzats sobre les branques o en el forat d'un arbre, o en les escletxes de les roques. En l'actualitat també hi ha caixes de fusta per afavorir la nidificació de diferents espècies. En general cada espècie té uns estils propis a l'hora de fer nius, tant en la seva ubicació, forma, com en els materials, tot i que hi ha espècies que comparteixen els mateixos nius i fins i tot hi ha espècies que roben nius d'altres.